# 哥薩克

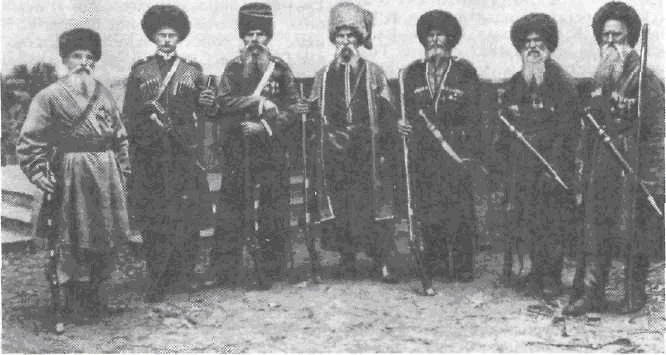
俄羅斯帝國的庫班哥薩克

哥薩克，即哥薩克人，是一支起源於東歐大草原、主要為东斯拉夫信仰東正教的多族裔背景社羣。主要聚居於第聶伯河、頓河、烏拉爾河及捷列克河等東歐河流流域沿岸，並對烏俄兩國的歷史發展影響深遠。
依現代視角看歷史上他們總體而言，是屬於一個半游牧兼半軍事化的羣體，而這哥薩克人尤其是以持之以民主傳統而著稱。在王國統治者（主要為俄羅斯帝國及波蘭立陶宛聯邦）對這個羣體行使名義上宗主權的時代，他們是被諸統治者們許可享有高度自治權以換取他們的軍事效忠，因此成為東歐一個半獨立政治實體。後期一些哥薩克組織是以團及村為單位。
最常認為由莫斯科和波蘭逃離的农奴，是最早期哥薩克的一部分成員，到後期與各式各樣的流亡者及冒險家而匯集組織化：有宗教人士、贵族和罪犯等不願受統治者直接管束的人。他們在南部草原集結成一個自由民羣體後，除了從事農業、漁業和狩獵，還常劫掠南部鞑靼人和突厥人。在俄羅斯帝國時期新設立了多個哥薩克軍團，包括库班、七河州、奧倫堡、西伯利亞、外貝加爾、阿穆爾、烏蘇里等，為俄羅斯帝國擴張及殖民的主要貢獻者；在與大清接觸時，被留在當地再同化的成員就成為了阿尔巴津人。
根據2010年俄羅斯人口普查，有67,573人對哥薩克有身分認同。而2010年代數據顯示，世界上約有350至500萬人對哥薩克有文化認同。

## 名源

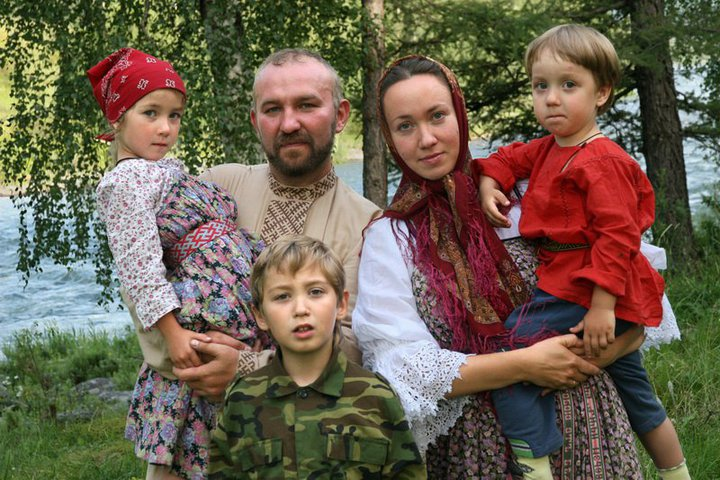
現代的西伯利亞哥薩克人家庭。

依據波蘭學者亞歷山大·布魯克納的觀點，哥薩克Kozak 或 Kazak起源自韃靼語，而應解釋為：「孤身一個的心腹者，追求賞賜，沒有人，是他想效忠的對象。」並指涉及哥薩克背景的軍階、裝備、馬匹、器物、食料、服飾的稱謂都屬於韃靼哥薩克語。
13世紀末在费奥多西亚作成、拉丁-波斯-欽察文書寫的庫曼尼庫斯法典，是有第一次出現「哥薩克」稱呼的書面記錄，在當中是指稱「守衛者」和「門衛」；而哥薩克的英文則於1590年首次確認出現。在土耳其多語言裡，這個詞有著多樣的意思：傭兵、兵卒、草原強盜，還有更廣泛的——被流放者、落荒者和冒險者。1388年在波蘭是首次記錄有「哥薩克人強盜」，同時記載認為他們可能是穆斯林。扬·德乌戈什第一次稱呼他們時，是使用了韃靼語的「逃亡者」和「強盜」。在最古老的人口普查記錄上，大多哥薩克人都有韃靼語姓氏。直到16世紀末"哥薩克"的意義都是執業性質，而並非社會地位。
另有观点认为哥萨克人是在蒙古入侵之前曾生活在东欧大草原地区的库曼人的后裔。俄裔德國語言學家馬克斯·瓦斯默所作的詞源字典，就追溯稱謂是來自古斯拉夫語的, ，即由庫曼語傳入的外來語：庫曼語cosac的原意是「自由人」 還有「冒險者」。據說哈薩克人這個民族也是來自於相同的突厥語根源。

## 歷史

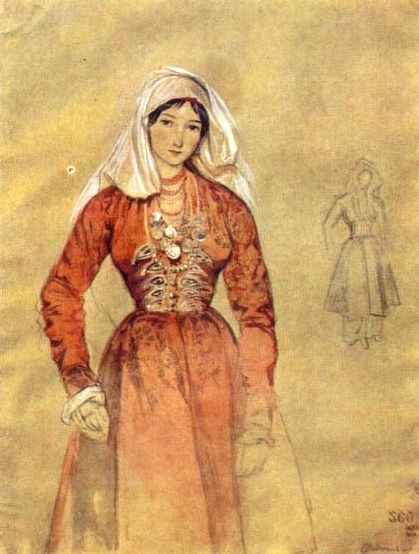
格里高利·加加林筆下的哥薩克女性肖像畫。

### 起源
並不是很清楚除了Brodnici，Berladnici部落 (兼具羅馬尼亞起源及深受斯拉夫文明影響) 之外的族羣，在可萨人王國消亡後，是於甚麼時候開始在頓河和第聶伯河這些主要流域下游開始定居的。他們的到來可能不早於13世紀，即在蒙古人擊潰了库曼人的時候，而這時候那片地域原本駐留的人口早被庫曼人同化了。為人所知的是，新定居者是繼承了一種遠早於他們存在的生活傳統，這是包括了突厥库曼人和切尔克西亚哈薩克人的生活方式。相比之下，在庫曼人主宰時在南烏克蘭就很早地出現了斯拉夫人定居點，最早的一批，包括了可以追溯回11世紀的奧列什基。
13世紀時伴隨著庫曼人影響衰落，於現代烏克蘭境內是有報告開始出現早期的"原始哥薩克" 羣體，不過有些（哥薩克）就有認為他們的起源可以追溯回到8世紀中葉那麼早的時候。部分史學家堅稱哥薩克人是起源於混合族羣之中，即他們是來自於俄羅斯人、烏克蘭人、白羅斯人、土耳其人、韃靼人和其他曾定居或經過廣袤草原的族羣裡所分離遺留下來的人。一些突厥学者卻爭辯說哥薩克人是烏克蘭本土庫曼人的後裔，說早於蒙古入侵前他們就已定居下來。
在莫斯科公國和立陶宛大公國不斷積聚實力的年代，該地區再有了新的政治實體，其中包括摩爾達維亞和克里米亞汗國。1261年，生活在德涅斯特河與伏爾加河間地區的斯拉夫人，被提及於魯塞尼亞編年史。

### 初現
13世纪开始，一些斯拉夫人为了逃避蒙古帝国中钦察汗国的统治而流落到罗斯南部地区，包括顿河流域、第聂伯河下游和伏尔加河流域.。15世紀開始，一些人冒險進入到烏克蘭原野，即分隔開波蘭立陶宛與克里米亞汗國的烏克蘭南端。當時這些短期探索，是為了獲取天然豐富兼肥沃地帶的資源，那裡是充滿了牛畜、野生動物和魚。這種基於自給農業、狩獵並且既不於冬天歸家也不永久定居的生活方式，後來就被熟知作哥薩克式的生活方式。克里米亞汗國-諾蓋汗國在東歐襲掠奴隸是對這裡造成了引人憂心的破壞和人口流失。韃靼人的侵擾也對哥薩克的發展起到了很重要的作用。

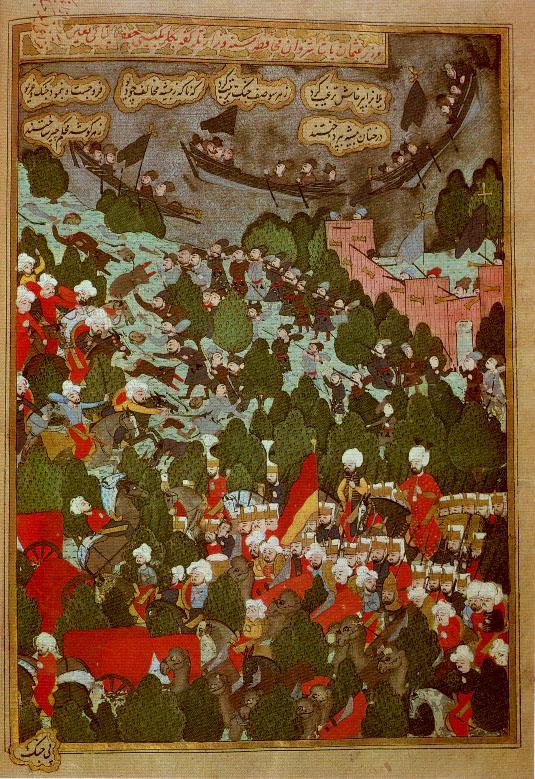
1592年，鄂圖曼帝國與哥薩克人交戰中的畫面。

在15世紀，哥薩克社群情況，被描述是由一些獨立社區間組成的鬆散联邦，這些社區是常要自組在地武裝，同時他們也是完全獨立於鄰近的波蘭、莫斯科大公國和克里米亞汗國之外的。
1492年亚历山大一世·雅盖隆契克收到克里米亞可汗的譴責函，聲稱来自基輔和切爾卡瑟的立陶宛大公的子民（即哥薩克人，據稱此為哥薩克在世界史第一次的記錄）在第聶伯河下游賓傑里附近掠奪了他靡下的船並俘虜了上面的人，亞歷山大未有疑問是否屬實，而要求邊境地區（以「烏克蘭」稱之）官員追緝並處決可能參與者。而在16世紀時的一些時候，開始有了名為「哥薩克霍洛塔之歌」的老烏克蘭歌謠，是有關於一位基利亞附近的哥薩克人。
到了16世纪50年代，哥萨克在扎波罗热地区的第聂伯河岛屿上建立起自己的要塞—塞契：塞契有自己的议会—拉達，并选举自己的首领盖特曼。

### 組織化
16世紀時這些哥薩克是形成了兩個主要獨立的領土組織，還有其他一些相對較小而不關聯的群體：
- 扎波羅熱哥薩克，又叫低地哥薩克人，其開端可追溯回15世紀時，紮根於立陶宛大公 （兼扎波羅熱大公 ) 名下的魯塞尼亞東南邊境、第聶伯河下游地，這裡也是屬於盧布林聯合後波兰王国王冠领地的一部分。有著防禦強化的扎波羅熱賽契。基於1649年與波蘭簽訂的條約，扎波羅熱哥薩克被承認為一個獨立的自治實體。
- 頓河哥薩克，時位處頓河，中心據點最初在拉茲多里（Razdory），後移到切爾卡斯克（Cherkassk），再後來遷移新切爾卡斯克。

另外還有不太知名的韃靼哥薩克，包括了諾蓋巴克和梅切拉 (mishari) 哥薩克，來自梅切拉的薩里·阿茲曼（Sary Azman）曾是第一位頓河蓋特曼。這些群體受到了頓河哥薩克的同化，但直到19世紀末還擁有著屬於他們自己的巴什基爾人和梅切拉人非正規軍團。值得一提的還有卡爾梅克人和布里亞特人的哥薩克。

### 活躍與消解
直到16世紀下半葉的時候，臨近哥薩克的政權開始將其置於它們的權威之下，並正式認可哥薩克為軍團單位。扎波羅熱哥薩克是作為了波蘭立陶宛聯邦的一部分，而頓河哥薩克則依存於俄羅斯沙皇國。不過由於兩方保護者，經常僅將哥薩克當成軍役單位來使喚、並削弱哥薩克自治地位以將哥薩克化為政權所有，兩個哥薩克獨立實體就時常向各自保護權威發起反抗。
最大規模的起事要數1648年博赫丹·赫梅爾尼茨基（扎波羅熱）的起義和1670年斯捷潘·拉辛（頓河）的起義。後者是以頓河哥薩克的失敗告終，頓河地區之後就徹底成為俄羅斯領土。而前者後來轉尋俄羅斯保護，導致波蘭立陶宛喪失了聯邦南部的守衛者，令烏克蘭哥薩克轉變成為沙皇國對對陣東歐各方勢力的盾與矛。
而從17世紀下半葉到18世紀這段時期，頓河哥薩克持續地起義反抗俄羅斯帝國，包括有拉津起義Razin Rebellion (1670-1671)、布拉文起義Bulavin Rebellion和普加乔夫起义 (1773-1775)，在被帝俄軍隊接連鎮壓之後，頓河哥薩克是被徹底併入帝國政權下。而另一方的扎波羅熱哥薩克，由於「哥薩克民族」近代化而有了強烈關切自身國度的生存，並在大北方戰爭時期起兵對抗俄羅斯，進而在18世紀末時被俄羅斯帝國視作「分離主義者」而毀滅掉。
到19世紀時俄羅斯內的哥薩克，成為了和貴族、神職人員、農民、商人一樣的一種階級身份，同時被法定強制徵召為騎兵以換取他們獲得免稅。俄羅斯是依照被瓦解的兩個哥薩克做樣板，在殖民地化的地區裡編成了十幾個哥薩克軍團，利用它們守護邊界和維持公安。19世紀中葉時在遠東地區，這些哥薩克軍團是聚集到了黑龍江支流的比拉河和结雅河沿岸和周邊定居下來，並拓殖開發這片地方。和頓河哥薩克相當，在高加索戰爭和俄土战争打出名聲的库班哥萨克，在軍團當中是發揮著主要作用。
在1917年十月革命爆發到俄國內戰掀起後，在烏克蘭、顿河和庫班三個哥薩克實體，各自宣佈獨立。三個政權聯同白军和西伯利亞哥薩克，對抗起俄羅斯共產黨和其紅軍，但是遭受敗北。從1919年到1920年，哥薩克階級被消除，而哥薩克軍團也被解散。在內戰後一些較富裕的哥薩克是逃亡西方國家，而其餘哥薩克就成為共產黨殘酷鎮壓的對象。蘇聯政府處死或流放了大部分哥薩克和他們整個家族的人，很多成員也在大饥荒時被餓死。故而到二戰時，殘存的哥薩克就選擇與德軍一齊，和蘇聯部隊作戰。在德國戰敗後，哥薩克的共同體型態是消失了。

### 現代
蘇聯解體後、烏克蘭和俄羅斯的一些公民團體是進行起哥薩克的復歸運動。現代在烏克蘭、俄羅斯、哈薩克和美國都有一些稱作「哥薩克軍隊」的組織存在，它們活動是涵蓋由哥薩克文化振興到軍事支援這些方面。現代烏克蘭則以國家層面繼承起哥薩克的遺產，這點在烏克蘭國歌的副歌中是被體現出來。

## 波蘭-立陶宛的哥薩克
黑海沿岸到基輔以南的大片地域是哥薩克所湧現的地方，在哥薩克出現之前，立陶宛大公阿爾吉爾達斯在1362年或1363年於藍水之戰中大敗金帳汗國後，就名義上開始入主魯塞尼亞南部的烏克蘭原野等地；敖德薩一帶在當時原為韃靼首領、克里米亞汗國創始者哈吉·格來所初創命名，時該地僅為一個村落，據說哈吉·格來為尋求在與內陸對手和游牧入侵者作對抗之中獲得立陶宛的支持，而向立陶宛大公國割讓了敖德薩一帶領土，令大公國範圍可達致黑海沿岸。不過在黑海沿岸敖德薩的定居者初期以放牧的韃靼村民為主，內陸的波蘭人、立陶宛人還有摩爾多瓦人會與這些在地居民進行牲畜和谷物的貿易。1475年克里米亞汗國因為明里·格來被奥斯曼帝国囚禁而屈從於土耳其人後，土耳其的蘇丹刻意地放縱韃靼人流竄劫掠，在緊接著的25年裡便造成立陶宛南部這大片領土荒無人煙，甚至有多次深入到基輔、盧布林、維爾紐斯和華沙等地區：而波蘭和立陶宛自己組織的（騎兵）武裝，最初都無法抵抗他們閃電般的突擊，對方善於移動戰並很頑強以致難於戰勝。在哥薩克未有形成定居和駐防等以前，立陶宛是失去對黑海沿岸的薄弱管治力量，鄂圖曼韃靼人的大肆侵擾造成破壞，令第聶伯河東岸的移民活動中止了兩代。
另一邊廂隨著立陶宛和波蘭間由王室/貴族階層起始開始加強聯繫，在聯攜各結構上逐步趨向天主教波蘭，內部非天主教化臣民的地位隨著聯合法理的轉變而被邊緣化，一般法定上會陷於被束縛於貴族土地的農奴身份，因而有相當多不願受限於此身份的人也鋌而走險，逃亡至基輔南部到黑海沿岸的這片地區自謀出路。到齐格蒙特二世時期，流亡在扎波羅熱的集中定居的人就形成了哥薩克集團，具備起一定自衛力量，時波蘭和立陶宛當局見此並基於解決鄂圖曼韃靼人侵擾的需要，國王、公爵和官員們便開始向他們給予一些資助，也一併強化起當地要塞和防禦工事，由此緩解鄂圖曼韃靼人侵擾南部領土的強度。
到16世紀20年代，隨著君士坦丁堡被征服，鄂圖曼帝國開始對黑海沿岸宣示其宗主國的權威，至於黑海本身，基於帝國的戰艦控制了經由博斯普魯斯和達達尼爾進入地中海的通道，使該地域成為帝國內海。照如此說在立陶宛南部郊野，敖德薩等地的居民是應該變相臣屬於鄂圖曼的，但當地人在當時並未有信納這種看法，因為此時受波蘭立陶宛背後支持、形成活動規模的哥薩克是時常下海襲擊帝國的船隻，甚至攻擊過位處帝國腹心的安納托利亞，偶爾還會襲擾君士坦丁堡。
據曾目睹當年哥薩克人行動的法國製圖師紀堯姆·萊維塞爾·德·博普蘭所記述，他認為他們是敢作敢為的水手，善於駕駛經過改裝的小船而跨海出行：
|  | 他們現在已經約有12萬人，全都經過備戰訓練，在不到一周的時間裡，就對效忠﹝波蘭﹞國王這條微不足道的命令做好了回覆的準備。正是這些人，時常——﹝實際上﹞幾乎每年如此——在黑海海域打家劫舍，給土耳其人造成巨大損失。他們已經多次搶劫屬於韃靼人的克里米亞，蹂躪安納托利亞，洗劫特拉比松，甚至冒險抵達遠處的黑海﹝博斯普魯斯﹞海口，距離君士坦丁堡僅3英里，帶著大量戰利品和許多奴隸踏上了歸程；劫掠來的奴隸通常是小孩子，他們要么養大自用，要么作為禮物送給家鄉的貴族。 |

波蘭立陶宛在合併建立聯邦後期，是批准實施了法定註冊的哥薩克制度，以步兵為主，令之於聯邦內享有與貴族相當的身份地位。但由於在聯邦議會當中並未有賦予哥薩克人代表席位，相關的登記限額非常吝嗇，同時也可能是受限於其他貴族的利益。到1632年後的政策將註冊哥薩克規模縮編成小支的邊疆護衛隊，再到了1643年後王國還忽視向被登記的哥薩克人支付報酬，招致更多哥薩克人的怨恨。
在赫帥起義之初的若夫季沃德戰役中，註冊哥薩克倒戈，改加入赫梅利尼茨基一方參戰。

### 哥薩克酋長國
赫帥起義成功擊敗波蘭後，宣佈成立酋長國而脫離波蘭。
1654年哥薩克酋長國與俄羅斯沙皇國簽訂結盟條約。1667年俄羅斯沙皇國與波蘭立陶宛簽訂安德魯索沃條約，令波蘭承認喪失掉左岸烏克蘭，基輔和斯摩倫斯克；烏克蘭哥薩克內各派也發生衝突，內戰持續至17世紀末。18世紀酋長國的領土就只剩下左岸。
1709年伊万·马泽帕帶領哥薩克軍同瑞典對抗俄羅斯沙皇國，俄方取得勝利。1764年，哥薩克國與酋長職位皆遭葉卡捷琳娜二世廢除。

## 沙俄內的哥薩克兵團

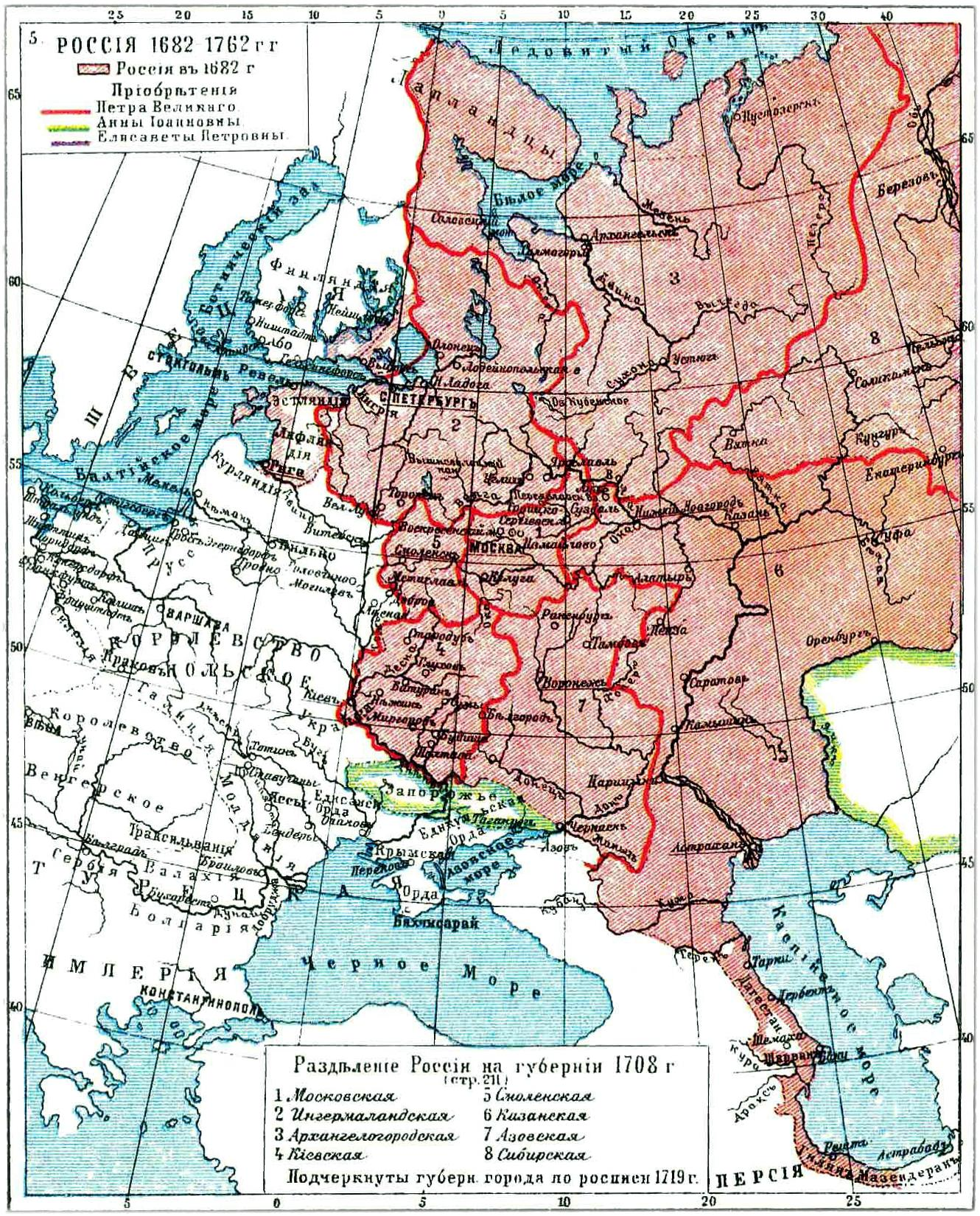
17~18世紀時在俄羅斯帝國外圍的烏克蘭哥薩克（綠色部分）

俄羅斯在擊敗钦察汗国後，帝國沙皇開始通過收買招募哥薩克的貴族與酋長們等手段，逐漸地控制和改造受帝國影響的哥薩克們。在鎮壓和摧毀了扎波羅熱哥薩克及頓河哥薩克後，帝國仿照它們重新編成了十一個哥萨克軍團，軍團其後在向西伯利亞擴張的过程中成為沙俄主要的依仗；帝國法定強徵哥薩克所組成的騎兵隊也成為重要武力，沙皇本人及繼承人都是這些哥薩克部隊的統帥及總司令。它們分别是：
- 頓河軍團
- 庫班軍團
- 捷列克軍團（英语：Terek Cossacks）
- 阿斯特拉罕軍團（英语：Astrakhan Cossacks）
- 烏拉爾軍團（英语：Ural Cossacks）
- 奧倫堡軍團
- 西伯利亞軍團
- 七河州軍團（今哈萨克斯坦）
- 外貝加爾軍團
- 阿穆爾軍團
- 烏蘇里軍團

此外还有葉尼塞軍團和原本定于1917年组建的伊爾庫茨克軍團，因故未能实行。
1917年十月革命之后，哥萨克人少数参加布尔什维克政府的苏联红军，多数参加反共產的白军。紅軍稱哥薩克為「白匪」，卡列京和克拉斯諾夫將軍的主力是哥薩克，由阿列克塞耶夫和科爾尼洛夫將軍統領的頓河志願軍也是哥薩克，頓河和庫班哥薩克是鄧尼金將軍的主力，奧倫堡軍團和烏拉爾軍團則是杜托夫的主力，三年俄國內戰後哥薩克部隊在去哥薩克化運動中被蘇維埃政權無情鎮壓肅清。由於不信任老布爾什維克與黨內其他勢力，出於尋找可靠的社會支柱或突顯個人絕對權勢的緣故，1935年斯大林冒大不韙恢復了早已被革命摧毀的哥薩克軍隊，放寬原先對哥薩克入伍的限制，1936年4月兩個既存騎兵師更名哥薩克師，並新設三個哥薩克騎兵師。第二次世界大战期间，哥萨克骑兵发挥了重要作用，在史達林格勒攻防戰中建立重大戰功，而同时也有一些人趁机反叛苏联的统治。

## 文化

### 霍巴克舞
霍巴克舞（Hopak）是哥薩克人的傳統舞蹈，源於扎波羅熱哥薩克，最初是軍事行動後的群聚歡樂並僅限男性；後來演變成為男女混合舞蹈，並與烏克蘭鄉村舞蹈表演相融合。表演者多非專業的舞者而是年輕哥薩克戰士。舞步主要是即興表演，體現男子氣概、英雄主義、速度感和力量感，其中包括許多雜技跳躍。在早期的哥薩克舞蹈中，戰場上的戰鬥過程會以舞蹈形式重現，舞者不受節奏束縛，自由發揮舞步。
隨著哥薩克人地位的逐漸提升，霍巴克開始出現在村莊中，並於16世紀在烏克蘭地區普及。舞蹈逐漸轉變為混合形式，年輕的男、女孩一同起舞；同時也開始加入隊形結構，如圓形隊伍、雙人隊伍等；這些轉變很可能源自於村莊地區既有的儀式性舞蹈。18世紀農奴和農民劇院開始在舞台上表演類似霍巴克的舞蹈後，專業戲劇團紛紛將哥薩克舞蹈納入劇目，融入大型歌劇、芭蕾舞和戲劇。在20世紀初，霍巴克發展成為目前的舞蹈形式。霍巴克在其他斯拉夫國家（如俄羅斯、白俄羅斯和波蘭等）亦非常流行。希臘萊羅斯 (Leros) 也有類似的民間舞蹈曲調，稱為Sirmpa。
現代霍巴克經過精心編排並充滿了即興創作，即興舞步由男性獨舞表演，具有視覺和技能上的驚人雜技。舞蹈中，典型的肢體運動包括跳躍和旋轉，是表演的亮點，男舞者會表演典型的連續下蹲踢腿，女舞者則經常有齊聲表演的舞步動作。由於霍巴克需要速度和精力，也能帶動劇院熱烈氛圍，哥薩克舞步通常安排在劇院節目結束前進行。

### 相關文學作品
- 普希金的中篇小說《上尉的女兒》描寫了18世紀普加喬夫起義的經過與其造成的破壞。
- 果戈里的中篇小說《塔拉斯·布爾巴（英语：Taras Bulba）》描寫了17世紀中葉赫梅利尼茨基起義的戰爭場景。
- 列夫·托爾斯泰的中篇小說《哥薩克》描述了俄國貴族青年到高加索山與哥薩克人相處的過程。
- 苏联作家肖洛霍夫的长篇小说《静静的顿河》描述了十月革命前后顿河哥萨克的生活。
- 苏联作家巴别尔的半叙事性小说集《骑兵军》，描述了苏波战争时期的苏俄第一骑兵军的哥萨克士兵的战斗与生活。

## 圖集

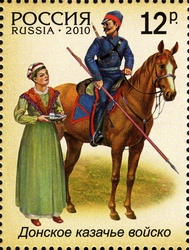
頓河哥薩克
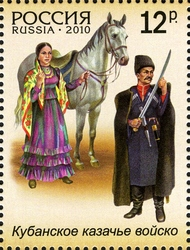
庫班哥薩克
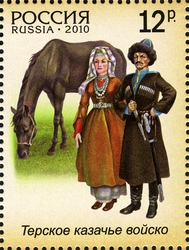
捷列克哥薩克
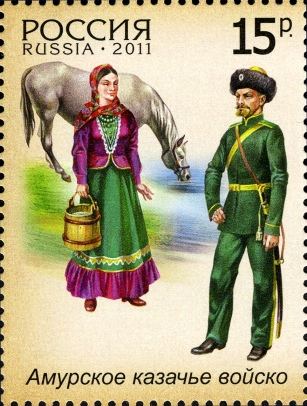
阿穆爾哥薩克
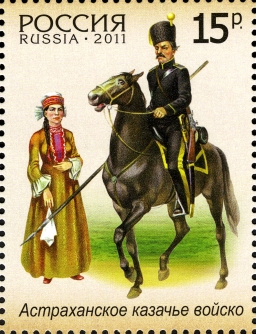
阿斯特拉罕哥薩克
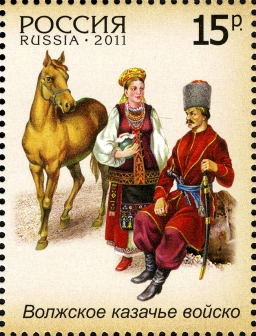
伏爾加哥薩克

#### 非以「哥薩克」為重點的文獻

##### 蒙古史
- （日語） 『モンゴルの歴史　遊牧民の誕生からモンゴル国まで』，宮脇淳子，刀水書房，2002.